# 최윤구
최윤구(1885년 8윌 23일~1940년 2윌 15일)는 독립운동가, 군인이다.

## 요약문
조선 말기 1885년 8윌 23일에 태어났다. 경상북도 청도군 출신이며, 본명은 최현구 (崔鉉九)이며 이명은 允龜.雲龜.蒼岡.允九.允奎.允珪.允求.允甲.東京등으로 활동 하였다.1919년부터 1940년 2윌까지 나라를 찾으려는 신념 하나로 만주로 가서 항일전쟁을 하였다. 특히 1932년 영릉가성 전투 쾌대모자 전투에서 혁혁한 전공을 세웠으며, 통의부, 참의부, 소대장, 중대장, 군사위윈장을 역임하였다. 조선혁명군에서는 제2중대장, 제7중대장, 제2사 제1연대장, 제2사령관으로 적과 수없는 전투로 전공을 세웠고 간도특설대의 대대적 토벌 시기 역량에 밀려 동북항일연군과 연대하여 한인독립사 사령을 역임하다 항일연군 양정우 부대 본부 제1군 대대장겸 총참모장을 역임하면서 목숨받쳐 항쟁하다가 1940년2윌15일 길림성 몽강현 보안촌에서 적과 싸우다 순국하였다.
*****상훈*****
1990년에 건국훈장 애족장, 2005년 건국훈장 독립장이 추서되었다.
서울시 성북구 정릉3동 (삼각산) 산 87-1 "국가보훈부가 설치.관리"하고있는 위령탑과 여래사 봉안소에
나라를 위해 순국한 373위 영령들의 위패를 모신 순국선열봉안소 및 위령탑. 1958년 2월 5일 대한불교조계종 여래사는 조국 독립을 위하여 민족의 제단에 목숨을 바친 독립운동가인 순국선열 373인의 위패를 봉안하는 봉안소를 설치하였다. 그리고 순국선열의 영령을 위로하고자 위령탑을 세웠다. 이에 위령탑에 최윤구(崔允龜)의 이름이 적혀 있다. 그리고 순국선열봉안소에 崔允龜 위패가 있다.

상세
소화 8년 5월 6일자(1933년)
(재 통화 흥진 부영사 발신, 재만 무등(武藤) 대사 수신, 보고 요지)
국민부의 회의에 관한 건
국민부 중앙 집행 김두칠(金斗七) 경북 청도 매전 (1940년 위만제14(흥경)감옥에서 보석으로 풀려나 1946년 음력5월26일 양력06월25일 53세 중국 흥경에서 사망 하였다.)
국민부 중앙 집행 김원(金員)
국민부 고문 양하산(梁荷山) 충남 논산 두마 (양하산은 1932년 2월 관전현(寬甸縣)에서 일·만 군경대와 전투중 전사 순국하였다.)
국민부 총사령 양세봉(梁世奉)(서봉[瑞鳳]) 평북 철산 세리 (양세봉은 1934년 양력 09월20일 전사 순국 하였다.)
2. 결의 사항
우선 제1중대장 강옥성이 체포됨에 따라 후일 대장을 결정하고 다음에 담임 구역을 아래와 같이 결정하였는데, 기타 더 구체적인 사항은 후일 재회하여 결의하기로 하고 산회하였다.
총사령 양세봉(환인현 북전자 통화현 삼량유수[三樑楡樹] 방면)
고문 양하산(환인현 백룡배[白龍背] 부근)
제1중대장 조화선(동현 북전자[北甸子]) 황해도 평산
제2중대장 최윤규(崔允珪.(崔雲龜))(유하현 방면)(제6중대로부터 전임) 경북 청도 운문
제3중대장 심용준(무송현[撫松縣]방면)
제4중대장 박대호(朴大虎)(浩)(관전현[寬甸縣] 하류하[下流河] 방면) 경북 청도 화양
제5중대장 문학빈(文學彬)(길림 방면) (후에 하얼빈에서 변절)
제6중대장 정현석(鄭現錫)(환인현 백용배[白龍背])(신임)
제7중대장 미상
이 중 제6중대는 유격대를 변경한 것이고, 제7중대는 별동대를 변경한 것이다.
또한, 불령단의 취지 목적은 동일하나 내용은 4파로 분립(分立)된 상태에 있다. 즉
(1) 총사령 양세봉
(2) 고문 양하산
(3) 중앙집행위원장 고이허
(4) 길림(吉林) 방면에 반거 중인 제5중대장 문학빈의 4두목을 중심으로 한다.
- 651 -
3. 각파별 내용
(1) 총사령 양서봉
(가) 김백파(金白波 ; 동이 [東耳] 참모부 외교 부장 (김학규.金學奎)
(나) 김석(金錫) 모집대장(募集隊長)
(다) 김보국(金保國) 양세봉 호위대장
(라) 윤일파(尹一波) 참모장
(마) 최윤규(崔允珪) 제2중대장 (본명 최현구.崔鉉九)(崔允九는 1940년 2월 15일 몽강현에서 토벌대와 전투중 전사.순국함.)
(바) 심용준(沈龍俊) 제3중대장
부하 도합 1백 20여 명
(2) 고문 양하산
(가) 박대호(朴大浩[虎]) 제4중대장 (1943년 무송 감옥에 있다. 해방후 석방 하였으나 고문 후유증이 있어 안도현에서 1947년 양력 12월15일 사망함.)
(나) 조화선(趙化善) 제1중대장
(다) 이영걸(李永杰) 제1중대 제1소대장
(라) 정응선(鄭應善) 제1중대 제3소대장
(마) 김상규(金相奎) 제1중대 제2소대장 겸 김두협(金斗俠) 구장(區長)
(바) 정현석(鄭現錫) 제1중대
(사) 정재명(鄭在明) 양하산 호위대장
(아) 김두칠(金斗七) 외교집행위원 경북 청도 매전
(자) 이춘호(李春浩) 김두협 방면의 의금(義金) 징수 특별구장
부하는 도합 58명
(3) 중앙집행위원장 고이허
비서과장 김해산(金海山) 외 부하 10여 명
(4) 제5중대장 문학빈(길림 방면 반거)
부하 40여 명을 가지고 길림(吉林) 방면을 횡행하면서 양세봉의 지휘를 받지 않고 자유 행동을 취하고 있었다.
               참고원문: 
 外務省警察史 在通化分館 滿州部      /      國民府及朝鮮革命軍最近ノ狀況 (1932)
조선혁명군 제2사령관(師長)최윤구(崔允龜)

●요약선임●
●1919년 3.1운동 후 만주로 건너가서 대한 통의부에서 맹장으로 활동 하였으며.
●1927년 5월12일 참의부회에서 군사위원(부장)으로 선임,
●1929년 5월 국민부 산하 조선혁명당.군 창설하는데 여기에 참여 하였다.
1930년 1월 조선혁명군 대장으로  창바이현(長白縣) 16도구(道溝)4개부락을 취췌 만보강(萬寶崗) 부곡(釜谷) 심교감(沈校監)의 집에서 독립운동자금을 모집하였다.
●1931년 2월 조선혁명군(朝鮮革命軍)의 제2중대 제2소대장으로 일만군(日滿軍)과의 전투 수행,
●1932년 3월 조선혁명군 중대장(中隊長) 선임 중국의용군 등과 연합작전 수행,
●이 무렵 조선혁명군 제4로군 사령(司令) 선임,
●1933~4년 조선혁명군 제 2 중대장과 1934년 6월에는 제3중대장 제 7 중대장 선임,
●1935년 조선혁명군 제2방면군사령(司令) 선임,
●1936년 1월 조선혁명군 제2사(師) 제1연대장 선임,
● 2월 조선혁명군정부( 朝鮮革命軍政府)회의에서 사장(師長)으로 선임,
동년 7월 동북인민혁명군 산하 교도단과 연합작전 전개,
●1938년 동북항일연군 제1로군에 합류하여 제1로군 제1군 한인독립사 사령(司令 선임,
●1938년7월이후 항일연군 제1군 본부 교도 대대장 겸 총참모장 선임,
●1940년2월15일 양정우 총사령관 제1군 군장을 엄호하다 순국 하였다.
------------------------------------------------------------------------------------------------------------------------------
*****인적사항*****
1885년 8월 23일 경상북도 청도에서 태어났다. 동리 동경서당(東京書堂) 훈장(訓章)출신이다.
이명은 한자를 달리한 최운구(崔雲龜) 최윤구(崔允九·崔允求)와 최윤규(崔允奎·崔允珪)·최창강(崔蒼岡)최현구(崔鉉九)최동경,최세웅(崔東京,崔世雄)이다.
*****정의*****
일제강점기에 중국 둥베이 지역에서 활동한 독립운동가.
*****주요활동*****
●1919년 만세운동이 일어난 후 중국으로 이동하여 대한통의부(大韓統義府)에 참여하였다. 이후 조선혁명군(朝鮮革命軍)에서 활동하였다.
●대한통의부는 1922년 8월 환런현(桓仁縣) 마권자(馬圈子)에서 서로군정서·대한독립군단·대한광복군영 등 남만주 독립운동단체 대표들이 모여 결성된 단체이다. 국내와 만주 지역에서 일제 침략기관 파괴, 친일파 처단, 군자금 모집 등의 활동을 전개하였다. 이때 대한통의부에 참여하여 항일활동을 전개하였다.

●1927년 5월12일 참의부회에서 김승학 제4임 참의장이 되면서 군사위원겸 제2중대장으로 환인현 6도구에 근거지를 두고 군사훈련과 무기와 군자금 모집을 하면서 적과 싸워 나갔다.

●1929년 5월 지린성〔吉林省〕 지린시〔吉林市〕 우마행호동(牛馬行胡洞) 거리의 국민부(國民府) 사무소에서 독립군 지도자들이 모여 남만주 일대의 유일혁명군 정부인 국민부의 정규군으로 활동한 조선혁명군(朝鮮革命軍)을 결성할 때 여기에 참여하였다. 조선혁명군은 교민 보호와 친일파 숙청, 국내 진입 작전 전개와 일제 기관 파괴, 일제 관헌 및 악덕 부호 응징 등을 주요 임무로 삼았던 무장 독립군 부대이다.

●1930년 1월 24일 오후 10시 30분경 김세호(金世浩)·문광덕(文光德)·채규원(蔡奎元)·윤석윤(尹石允) 등과 함께 권총으로 무장하고 펑톈성(奉天省) 창바이현(長白縣) 16도구(道溝) 만보강(萬寶崗) 부곡(釜谷) 심교감(沈校監)의 집에서 독립운동자금을 모집하였다.

●1931년 2월 상순 싱징(興京)에 조선혁명군(朝鮮革命軍) 제2중대가 주둔하였다. 일본군은 이들을 공격하여 중대장 전운학(田雲鶴)을 체포하였다. 당시 소대장으로서 부대를 지휘하여 일본군과 전투를 벌였다.

●1932년 1월 신빈현(新賓縣) 하북(河北)에서 조선혁명당(朝鮮革命黨)·국민부(國民府)·조선혁명군 중요 간부들이 회의를 진행하였는데, 통화일본영사관 경찰이 출동하여 독립운동가들을 대거 붙잡았다. 이를 신빈사건이라 한다. 신빈사건 이후 조선혁명군에서는 조직 개편을 단행하였다. 이때 조선혁명군 제2중대 제2소대장에 선임되었다.

●1932년 3월 10일 조선혁명군 총사령(總司令) 양세봉(梁世奉), 참모장 김학규(金學奎) 등과 함께 3개 중대 조화선(趙化善)정봉길(鄭鳳吉)병력을 지휘하여 중국의용군(中國義勇軍) 왕동헌(王彤軒)10로군 부대, 양석복(梁錫福)11로군 부대 등과 연합하여 작전을 전개하였다. 이들과 함께 신빈 왕청문(旺淸門)을 출발하여 푸쑹(撫順) 천금채(千金寨)를 향해 진군하였다.

●1932년 3월11일 신빈 남두령(南陡嶺) 지방에 도착하여 숙영하였다. 이를 탐지한 일본군이 포위하며 공격해 와 전투가 벌어졌다. 개전 약 1시간 후 한중연합군은 일본군이 점거한 고지대 거점을 공격하여 백병전을 전개하였다. 일본군이 퇴각하자 30여 지리(支里)를 추격하여 당일 오후 3시경 신빈 서영릉가성(西永陵街城)을 점령하였다. 계속하여 일본군과 5일간 전투를 치르며 목기(木旗)·흑우(黑牛)·상협하(上夾河) 등 성진(城鎭)을 점령하였다.

이 무렵 조선혁명군에서는 조직을 개편하였다. 총사령부 아래 5개 사령부를 두었다. 이때 제4로군(第四路軍) 사령(司令)에 선임되었다. 제3로군과 연합하여 심해선(瀋海線)과 길해선(吉海線) 철도 연선지역(沿線地域)을 중심으로 활동하였다.

●1932년 5월 초 조선혁명군에서는 총사령 당취오(唐聚五)가 지휘하는 요녕민중자위군(遼寧民衆自衛軍, 이하 자위군)과 연대하여 활동하기로 하였다. 6월 초 조선혁명군에서는 자위군 총부(總部)에 조선특무대사령부(朝鮮特務隊司令部)를, 자위군 각 부대에 조선특무대를 설치하기로 하였다. 자위군 제11로군 조선특무대 대장에 선임되었다.

●1932년 5월 20일 동창대(東昌臺) 부근에서 자위군 왕동헌 부대와 연합하여 일만군과 9시간 동안 전투를 벌였다. 전투 후 백기보(白旗堡)로 이동하여 자위군 양희부(梁㠻夫) 부대와 합류하였다.

●1932년 6월 중순 자위군 왕동헌 부대, 유극검(劉克儉) 부대와 함께 청원(淸原)으로 이동하였다. 6월 17일부터 청원현성(淸原縣城)에 주둔한 일본군을 공격하여 3일간 전투를 벌였다. 6월 19일 영액문(英額門)을 점령하고 부근 철도를 파괴하며 일본군을 공격하였다. 이 공격으로 인하여 일제 동변도사령부(東邊道司令部)가 있는 산성진(山城鎭)과 청원현성 사이 교통이 두절되었다.

●1932년 7월 자위군 이춘윤(李春潤) 제6로군과 연합하여 심해철도 연선을 공격하였다. 철도를 파괴하며 유격전을 전개하였다. 7월 3일 조화선(趙化善)·최주봉(崔周鳳) 등이 지휘하는 조선특무대, 자위군과 연합하여 싱징현(興京縣) 대전자령(大甸子嶺)에서 일본군을 공격하고 무기와 군수품을 획득하였다. 7월 하순 퉁화현(通化縣) 쾌대무자(快大茂子)에서 일본군 1개 대대가 기습하였다. 조화선 부대와 연합하여 일본군을 격퇴하였다.

●1932년 8월 20일 조선특무대, 자위군과 연합하여 청원현성을 공격하였다. 김광옥(金光玉) 소대를 파견하여 청원정거장을 지키고 있던 일만군을 공격하였다. 김광옥 소대는 일본군을 격퇴하고 무기를 획득하였다. 일제는 청원현성에 지원군을 파견하였다. 고산자(孤山子)와 정가정(丁家街) 사이 협곡에서 자위군 강락삼(康樂三) 부대, 이춘윤(李春潤) 부대와 함께 산성진으로부터 파견된 일만군 기병 1개 중대, 보병 2개 중대를 공격하여 격퇴하고 무기를 획득하였다.

●1932년 10월 푸쑹현(撫順縣) 평정산(平頂山)·노도구령(老道溝嶺)·이호래(二戶來)·도독화락(都督伙洛)·청원현 하가보자(夏家堡子)·흑우 등지에서 자위군 유극검 부대, 이선교(李先翹) 부대, 오영산(吳永山) 부대와 연합하여 일본군과 전투를 벌였다.

●1933년 1월 신빈 왕청문 의목수촌(依木樹村)에서 조선혁명군 군사회의가 개최되었다. 이 회의에서는 총사령부 아래 3개 방면군(方面軍)을 설치하기로 하였다. 이때 한검추(韓劍秋)·장명도(張明道)와 함께 방면군 사령에 선임되었다.

●같은 해 4월 25일 환런현(桓仁縣) 북전자(北甸子)에서 국민부 장교회의(將校會議)가 개최되었다. 류허현(柳河縣)을 근거로 하여 활동하는 조선혁명군 제2중대 중대장에 선임되었다. 5월에는 제7중대장에 선임되었다.

●1934년 가을 퉁화현 강전자(江甸子)에서 자위군 왕봉각(王鳳閣) 19로군 부대와 연합하여 일본군과 전투를 벌였다.

●1936년 1월 17일 이상관(李相寬)·김두칠(金斗七)·김경근(金京根)·윤일파(尹一波) 등과 함께 조선혁명군 제2회 군민대표회의(軍民代表會議)에 참석하였다. 이 회의에서는 군민대표회를 폐지하고 의사원(議事院)을 신설하기로 하였다. 문무경(文武卿)·이송관(李松寬)·김언진(金彦眞) 등 9명과 함께 의사원 의원(議員)에 선임되었다. 조선혁명군 제2사(第)2(師) 제1연대장, 서구사판소(西區査判所) 사판으로도 선임되었다.

●1936년 2월 환런현 9구(九區)에서 조선혁명군정부(朝鮮革命軍政府) 회의가 개최되었다. 이 회의에서 한검추·조화선과 함께 사장(師長)에 선임되었다. 6월 류허현(柳河縣) 오봉루(五鳳樓)에서 조선혁명군 제2사를 지휘하여 일본군 1개 소대를 공격하였다.

●1936년 7월 군장(軍長) 중국인 양정우(楊靖宇)가 지휘하는 동북항일연군(東北抗日聯軍) 산하 교도단(敎導團)과 연합하여 작전을 전개하였다. 연합부대에서는 소부대를 파견하여 환런현과 지안현(集安縣) 경계에 위치한 하루하경찰소(下漏河警察所)를 공격하도록 하고 대부대는 매복하였다. 압록강 건너편 초산경찰서(楚山警察署)에서는 하루하경찰소를 지원하기 위해 병력을 파견하였다. 매복한 대부대가 초산경찰서 병력과 전투를 벌여 격퇴하였다.

●1937년 4월 일본군의 조선혁명군에 대한 탄압 작전을 피하기 위해 박대호(朴大浩) 등과 함께 60여 명의 병력을 이끌고 동북항일연군(東北抗日聯軍) 제1로군에 참가하여 대일 항전(抗戰)을 계속해 나갔다. 동북항일연군은 1936년 3월 중국공산당이 만주 지역에서 항일 연합전선을 구축하기 위해 동북인민혁명군을 확대 개편하여 조직한 무장 부대였다.

●1938년 2월 환런현 우모령(牛毛嶺)에서 조선혁명군 정치위원 박대호(朴大浩), 참모장 최기홍(崔基弘), 참모 김금남(金琴南), 조화선 등 대원 60여 명과 함께 1개 사를 편성하여 동북항일연군 제1로군(第一路軍)에 합류하였다. 처음에는 동북항일연군 제1군 경위연대 산하 교도대대에 속해 있다가 7월경 경위연대가 경위여단으로 확충될 때 갈라져 나와 제1군 교도대대 대대장 겸 총참모장에 임명되었다.

●1940년 2월 15일 최주봉 증 귀순자들이 인솔한 일 · 만(日滿) 연합 토벌대가 동북항일연군 제1로군 총사령관 양정우(楊靖宇)를 추적할 때 최윤구는 교도대대를 이끌고 양정우를 엄호하다가 전사하였다,

*****참고문헌*****
*****원전*****
『容疑朝鮮人名簿』(朝鮮總督府 警務局, 1934)
[新派秘 朝鮮革命軍의 狀況에 關한件 1937.6
[在通化分館 1915~1938
[外務省警察史 在通化分館 滿州部 / 55 昭和七年十一月二十四日關東廳警務局長發通報要旨 : 國民府及朝鮮革命軍最近ノ狀況 (1931~34)
*****단행본*****
장세윤, 『양세봉–남만주 최후의 독립군 사령관』(역사공간, 2017)
*****논문*****
장세윤, ｢조선혁명군정부 연구｣(『한국독립운동사연구』 11, 한국독립운동사연구소, 1997)
경윤호, ｢조선혁명군의 성격 연구｣(『부대사학』 19, 부산대학교 사학회, 1995)
장세윤, ｢조선혁명군 연구｣(『한국독립운동사연구』 4, 한국독립운동사연구소, 1990)
황용국, ｢조선혁명군 역사에 대하여｣(『국사관논총』 15, 국사편찬위원회, 1990)
정원옥, ｢양세봉：조선혁명군 총사령의 연구｣(『국사관논총』 8, 국사편찬위원회, 1989)
정원옥, ｢재만 대한통의부의 항일독립운동｣(『한국학보』 36, 일지사, 1984)
*****신문기사*****
동아일보, 1932 .04. 22  7면 [신간부 선임 진용을 정돈]
중대장 최윤규(崔允奎)
조선일보, 1934년6월22일(소화9년) 청원현 반만각군 2천명 연합활동
조선혁명군 제3중대장 崔允奎
조선일보, 1934년 10월 1일 (소화9년)
국민부 무장대가... 환인현 지방 제6구서...제7중대장 崔允九
신한민보, 1934년11월15일자 만주 조선혁명군과 중국의용군의 합작낙보=중대장 한글 최윤구
조선일보, 1934년 12월 23일자 집안. 관전현 제7중대장 최윤규(崔允奎)백여명인솔...
조선일보, 1935년7월13일자 양서봉 피살이후 국민부 部署(부서)개정(改定)
재차 활동을 획책(劃策) 제2사령 崔應九(崔允九)
*****상훈*****
1990년에 건국훈장 애족장, 2005년 건국훈장 독립장이 추서되었다.
서울시 성북구 정릉3동 (삼각산) 산 87-1 "국가보훈부가 설치.관리"하고있는 위령탑과 여래사 봉안소에
나라를 위해 순국한 373위 영령들의 위패를 모신 순국선열봉안소 및 위령탑. 1958년 2월 5일 대한불교조계종 여래사는 조국 독립을 위하여 민족의 제단에 목숨을 바친 독립운동가인 순국선열 373인의 위패를 봉안하는 봉안소를 설치하였다. 그리고 순국선열의 영령을 위로하고자 위령탑을 세웠다. 이에 위령탑에 최윤구(崔允龜)의 이름이 적혀 있다. 그리고 순국선열봉안소에 崔允龜 위패가 있다.